# Subdivisions de Rovaniemi
Cet article liste les quartiers et les villages de la municipalité de Rovaniemi en Finlande.

## Présentation
Certains quartiers sont des villages de l'ancienne communauté rurale et la distance la plus longue entre le quartier et le centre peut atteindre près de cent kilomètres.
| Districts           | Quartiers |
| ------------------- | --- |
| Quartiers du centre | 1. kaupunginosa 3. kaupunginosa Alakorkalo Korkalovaara Koskenkylä Ojanperä Paavalniemi Ounasrinne Pullinpuoli Pullinranra Pöykkölä Rantaviiri Saarenkylä Someroharju Vaarala Vennivaara Ylikylä             |
| Alakemijoki         | Hirvas Muurola Rautiosaari Ruikka Petäjäinen Jaatila Leipee Pisa |
| Alaounasjoki        | Lehtojärvi Sinettä Tapionkylä Sonka Marraskoski Mäntyjärvi |
| Ranuantie           | Haukitaipale Kivitaipale Narkaus Saari-Kämä Siika-Kämä Välijoki |
| Yläkemijoki         | Autti Juotas Pekkala Pirttikoski Tennilä Vanttauskoski Vanttausjärvi Viiri Pajulampi |
| Yläounasjoki        | Jääskö Lohiniva Maijanen Marrasjärvi Meltaus Mitkasvaara Osma Patokoski Perttaus Porokari Tolonen Törmänki                                                                                                   |
| Autres              | Alanampa Karvonranta Katajaranta Kauko Kiiruna Kolpene Misi Niesi Nivankylä Nivavaara Norvajärvi Oikarainen Olkkajärvi Perunkajärvi Santamäki Syväsenvaara Teollisuuskylä Tiainen Tuhnaja Vikajärvi Ylinampa |